# 訶梨跋摩三世
诃梨跋摩三世（1041年—1081年，梵文名，Harivarman III），占婆（占城）11世紀中期国王。母亲出自槟榔部落，父亲出自椰子部落。
1074年，李圣宗灭占婆第九王朝，诃梨跋摩三世建立第十王朝收拾残局，而前王律陀罗跋摩三世则投奔越南李朝。1075年，李朝派李常杰进攻占婆，以图协助律陀罗跋摩三世复位，被占军击退。同年，宋越两国爆发宋越熙宁战争，宋朝于次年1076年初，遣使联络占婆、真腊（柬埔寨），一同出击李朝。占婆派兵七千，牵制李朝。最终，宋、占婆、真腊联军仍未对越南李朝构成致命威胁。诃梨跋摩三世时年三十六岁。1077年，占婆再次遣使入越访问通好。1080年诃梨跋摩三世禅位九岁的儿子浦良罗阇堕罗（闍耶因陀羅跋摩二世），次年去世，妇女投海殉难十四人。